# Bilinita
La bilinita (bílinite en anglès) és un mineral de la classe dels sulfats que pertany al grup de l'halotriquita. Rep el seu nom en honor de la seva localitat tipus: Světec, a Bílina (Regió d'Ústí nad Labem, Bohèmia, República Txeca).

## Característiques
La bilinita és un sulfat de fórmula química Fe²⁺Fe³⁺₂(SO₄)₄(H₂O)₁₇·5H₂O. Cristal·litza en el sistema monoclínic. Els seus cristalls són fibrosos, de fins a 0,03 mm, agrupats en agregats radials. La seva duresa a l'escala de Mohs és 2.
Segons la classificació de Nickel-Strunz, la bilinita pertany a «07.CB: Sulfats (selenats, etc.) sense anions addicionals, amb H₂O, amb cations de mida mitjana» juntament amb els següents minerals: dwornikita, gunningita, kieserita, poitevinita, szmikita, szomolnokita, cobaltkieserita, sanderita, bonattita, aplowita, boyleïta, ilesita, rozenita, starkeyita, drobecita, cranswickita, calcantita, jôkokuïta, pentahidrita, sideròtil, bianchita, chvaleticeïta, ferrohexahidrita, hexahidrita, moorhouseïta, niquelhexahidrita, retgersita, bieberita, boothita, mal·lardita, melanterita, zincmelanterita, alpersita, epsomita, goslarita, morenosita, alunògen, metaalunògen, aluminocoquimbita, coquimbita, paracoquimbita, romboclasa, kornelita, quenstedtita, lausenita, lishizhenita, römerita, ransomita, apjohnita, dietrichita, halotriquita, pickeringita, redingtonita, wupatkiïta i meridianiïta.

## Formació i jaciments
La bilinita va ser descoberta a Světec, Bílina (Regió d'Ústí nad Labem, Bohèmia, República Txeca) com un producte d'alteració del sulfur de ferro en lignit. També ha estat descrita a l'Argentina, el Brasil, els Estats Units, Grècia, Hongria, Noruega, Polònia, un altre indret la República Txeca, Rússia i Ucraïna, en aquest darrer indret com ha producte post-miner juntament amb altres sulfats de ferro i associada a melanterita.